# Vilafranca del Penedès
Vilafranca del Penedès – miasto w Hiszpanii, we wspólnocie autonomicznej Katalonia. W 2007 liczyło 36 656 mieszkańców. Z miasta pochodzi grupa Castellers de Vilafranca, jedna z najbardziej znanych grup budujących castelle – wieże złożone z ludzi.